# توربیورن آگدستاین
توربیورن آگدستاین (انگلیسی: Torbjørn Agdestein؛ زادهٔ ۲۹ نوامبر ۱۹۹۱) بازیکن فوتبال اهل نروژ است که در پست مهاجم بازی می‌کند. آگدستاین دوران حرفه‌ای خود را با استورد، یک باشگاه محلی آغاز کرد و در ۳۵ بازی ۱۶ گل به ثمر رساند.
وی همچنین در تیم ملی فوتبال زیر ۲۱ سال نروژ بازی کرده است.